# Hartford (South Dakota)
Hartford ist eine Kleinstadt (mit dem Status „City“) im Minnehaha County im US-amerikanischen Bundesstaat South Dakota. Das U.S. Census Bureau hat bei der Volkszählung 2020 eine Einwohnerzahl von 3354 ermittelt.
Hartford ist Bestandteil der Metropolregion um die Stadt Sioux Falls.

## Geografie
Hartford liegt im Osten South Dakotas, im nordwestlichen Vorortbereich von Sioux Falls. Die geografischen Koordinaten von Hartford sind 43° 37′ N, 96° 57′ W. Das Stadtgebiet erstreckt sich über eine Fläche von 5,88 km².
Das Stadtzentrum von Sioux Falls liegt 25,9 km ostsüdöstlich von Hartford. Weitere Nachbarorte von Hartford sind Humboldt (12 km westnordwestlich), Colton (19,3 km nördlich), Lyons (17,1 km nordnordöstlich) und Crooks (15,2 km ostnordöstlich).
Die nächstgelegenen größeren Städte sind Fargo in North Dakota (397 km nördlich), Minneapolis in Minnesota (395 km ostnordöstlich), Rochester in Minnesota (397 km östlich), Iowas Hauptstadt Des Moines (476 km in der gleichen Richtung), Omaha in Nebraska (319 km südsüdöstlich) und Kansas City in Missouri (606 km in der gleichen Richtung).

## Verkehr
Entlang des südlichen Stadtrandes verläuft in Ost-West-Richtung die Interstate 90, der längste Interstate Highway des Landes. Der South Dakota Highway 38 führt als Hauptstraße durch das Stadtgebiet von Hartford. Alle anderen Straßen innerhalb des Stadtgebiets sind untergeordnete Landstraßen, teils unbefestigte Fahrwege und innerstädtische Verbindungsstraßen.
Der nächste Flughafen ist der 21,2 km südsüdöstlich gelegene Sioux Falls Regional Airport.

## Geschichte
Im Jahr 1867 wurde die Hartford Township gegründet. Im Jahr 1879 wurde eine Eisenbahnstrecke durch das Gebiet gebaut. 1881 legte die Eisenbahngesellschaft die heutige Stadt an, die ihren Namen nach der Stadt Hartford in Connecticut bekam. Im gleichen Jahr wurde eine Poststation eingerichtet. In der neuen Siedlung entstanden eine Reihe von Geschäften, Hotels und eine ganze Reihe weiterer Gewerbebetriebe. Im Jahr 1896 wurde eine Petition an die Countyverwaltung eingereicht, woraufhin die „Town of Hartford“ inkorporiert wurde.

## Demografische Daten
Nach der Volkszählung im Jahr 2010 lebten in Hartford 2534 Menschen in 913 Haushalten. Die Bevölkerungsdichte betrug 431 Einwohner pro Quadratkilometer. In den 913 Haushalten lebten statistisch je 2,78 Personen.
Ethnisch betrachtet setzte sich die Bevölkerung zusammen aus 96,5 Prozent Weißen, 0,6 Prozent Afroamerikanern, 1,2 Prozent amerikanischen Ureinwohnern, 0,2 Prozent Asiaten sowie 0,1 Prozent aus anderen ethnischen Gruppen; 1,4 Prozent stammten von zwei oder mehr Ethnien ab. Unabhängig von der ethnischen Zugehörigkeit waren 0,6 Prozent der Bevölkerung spanischer oder lateinamerikanischer Abstammung.
32,7 Prozent der Bevölkerung waren unter 18 Jahre alt, 59,0 Prozent waren zwischen 18 und 64 und 8,3 Prozent waren 65 Jahre oder älter. 51,8 Prozent der Bevölkerung war weiblich.

Das mittlere jährliche Einkommen eines Haushalts lag bei 62.083 USD. Das Pro-Kopf-Einkommen betrug 21.972 USD. 4,2 Prozent der Einwohner lebten unterhalb der Armutsgrenze.